# Галерија грбова Ирске
Галерија грбова Ирске обухвата актуелни грб Републике Ирске, историјске грбове ове државе, као и грбове њених историјских региона округа Републике Ирске.

## Актуелни грб Републике Ирске
- Грб
 Републике Ирске 
 (1945-данас)

## Историјски грбови Ирске
- Грб
Феудалне Ирске
(1171—1542)
- Грб
Краљевине Ирске
(1542—1800)
- Мањи грб
Уједињеног Краљевства 
 (са садржајним грбом Ирске)
(1801—1922)
- Печат
Ирске Слободне Државе
(1922—1937) и
Реп. Ирске (1937—1945)

## Грбови историјских покрајина Ирске
- Историјски грб 
 Алстера
- Историјски грб 
 Конота
- Историјски грб 
 Ленстера
- Историјски грб 
 Манстера

## Грбови ирских округа по историјским покрајинама

### Грбови округа у Алстеру
- Каван
- Донегол
- Монахан

### Грбови округа у Коноту
- град Голвеј
- Округ Голвеј
- Литрим
- Мејо
- Роскомон
- Слајго

### Грбови округа у Ленстеру
- Карлоу
- Даблин
- Дан Лири-Ратдаун
- Фингал
- Јужни Даблин
- Килдер
- Килкени
- Лиш
- Лонгфорд
- Лауд
- Мид
- Офали
- Вестмид
- Вексфорд
- Виклоу

### Грбови округа у Манстеру
- Клер
- Корк
- Округ Корк
- Кери
- Лимерик
- Типерари
- Вотерфорд